# 我把姊姊的肚子養大了
《我把姊姊的肚子養大了》（日语：姉のおなかをふくらませるのは僕）是坂井音太原作的日本漫畫作品，於秋田書店雜誌《Young Champion》的增刊《別冊Young Champion》上連載，2014年11月號（創刊號）至2017年3月號間由成人漫畫家恩田千路作畫，2018年3月號改由作畫，標題也改為《我把姊姊的肚子養大了 再來一碗！》（日语：姉のおなかをふくらませるのは僕 おかわり!）。2019年9月號後連載暫停，移籍至同社雜誌《Young Champion烈》，於2020年No.2至2020年No.12間連載。

## 故事簡介
描述一對沒有血緣關係的姊弟，高中生姊姊京子以及小學生弟弟忍，相互扶持的餐桌日常。

## 登場角色
市川忍
小學男生，擅長料理。
市川京子
忍的姊姊，忍的母親再婚對象的女兒，擅長料理的高中生。
市川梨由子
京子的親姑姑，是市川姊弟的監護人。
高木陽子
京子的同學。

## 出版書籍
我把姊姊的肚子養大了
| 卷數 | 秋田書店      | 秋田書店               | 台灣角川       | 台灣角川               |
| 卷數 | 發售日期      | ISBN                   | 發售日期       | ISBN                   |
| ---- | ------------- | ---------------------- | -------------- | ---------------------- |
| 1    | 2015年7月1日  | ISBN 978-4-253-14061-4 | 2016年7月7日   | ISBN 978-986-473-212-8 |
| 2    | 2015年12月1日 | ISBN 978-4-253-14062-1 | 2016年10月11日 | ISBN 978-986-473-340-8 |
| 3    | 2016年8月1日  | ISBN 978-4-253-14063-8 | 2017年8月23日  | ISBN 978-986-473-851-9 |
| 4    | 2017年3月1日  | ISBN 978-4-253-14064-5 | 2018年3月21日  | ISBN 9789575641030     |

我把姊姊的肚子養大了 再來一碗！
| 卷數 | 秋田書店      | 秋田書店               |
| 卷數 | 發售日期      | ISBN                   |
| ---- | ------------- | ---------------------- |
| 1    | 2021年1月20日 | ISBN 978-4-253-14065-2 |
| 2    | 2021年1月20日 | ISBN 978-4-253-14067-6 |

## 外部連結
- 我把姊姊的肚子養大了 | 秋田書店 （页面存档备份，存于）